# Powiat Wągrowiecki
Der Powiat Wągrowiecki ist ein Powiat (Kreis) in der polnischen Woiwodschaft Großpolen. Der Powiat hat eine Fläche von 1040,8 km², auf der etwa 70.300 Einwohner leben. Die Bevölkerungsdichte beträgt 68 Einwohner/km² (2019).

## Gemeinden
Der Powiat umfasst sieben Gemeinden, davon eine Stadtgemeinde, drei Stadt-und-Land-Gemeinden und drei Landgemeinden.

### Stadtgemeinde
- Wągrowiec (Wongrowitz)

### Stadt-und-Land-Gemeinden
- Gołańcz (Gollantsch)
- Mieścisko (Mietschisko)
- Skoki (Schokken)

### Landgemeinden
- Damasławek (Elsenau)
- Wapno (Wapno)
- Wągrowiec

## Partnerschaften
Der Powiat Wągrowiecki hat eine Partnerschaft mit dem Landkreis Lüneburg.